# Маутнер, Эдуард
 Эдуа́рд Ма́утнер (нем. Eduard Mauthner; 13 ноября 1824, Будапешт — 2 июля 1889, Баден под Веной) — австрийский и немецкий писатель, поэт, драматург и журналист.

## Биография
Родился в еврейской семье, отец был торговцем. Посещал лекции по философии в университете Праги (1843). В студенческие годы опубликовал несколько стихотворений и рассказ в «Ost und West», вернулся в Вену, где стал изучать медицину, право, а затем филологию и литературу. В 1844 году в Лейпциге изучал философию и этику. Писал стихи, сказки, выступал со критическими статьями по литературе, положительно воспринятыми критиками. Осенью 1847 года вернулся в Вену.
Во время революционных событий 1848 года Маутнер проявил себя активным журналистом, пишущим для газеты «Sonntagsblatt». Выступал в качестве фельетониста и критика в изданиях «Ostdeutsche Post» «Presse» и «Wanderer».
В 1851 его комедия «Das Preislustspiel» заняла второе место на конкурсе Бургтеатра в венском Хофбурге. В 1853 году он совершил поездку по Германии, Бельгии, Франции и Англии, вернувшись в Вену в 1854 году. По результатам поездки опубликовал серию статей и очерков в «Ostdeutsche Post» и в «Familienbuch des Oesterreichischen Lloyd».
С 1855 по 1864 сотрудничал с Staatsbahngesellschaft; в течение этого периода он опубликовал несколько поэтических произведений, и несколько комедий, которые были поставлены на сценах театров Вены.
В начале 1865 г. Маутнер стал помощником в библиотеке императорского двора в Вене, потом занимался в литературном бюро Министерства иностранных дел.

## Творчество
Успешный писатель, поэт и драматург. Большим успехом пользовались его пьесы: «Das Preis-Lustspiel», «Gräfin Aurora», «Eglantine», «Während der Börse», «Die Sanduhr», «Eine Kriegslist». Известны его страстные сонеты: «Gegen Napoleon. In Catilinam» (1859). Его стихи «Gedichte» (1847 и 1858) проникнуты яркой политической тенденцией.

## Избранные произведения
- «Gräfin Aurora» (Вена, 1852);
- «Kleine Erzählungen» (Вена, 1858);
- «In Catilinam, ein Kranz Geharnischter Sonette» (1859);
- «Während der Börse» (пьеса, Берлин, 1863);
- «Eine Frau, die an der Börse Spielt» (пьеса, Вена));
- «Eglantine» (драма, Вена, 1863);
- «Die Sanduhr» (Берлин, 1871);
- «Eine Kriegslist» (комедия, 1878);
- "Von der Aar zur Donau, (пьеса, 1881);
- «Ausgewählte Gedichte» (Вена, 1889).